# Synagoge (Bad Homburg vor der Höhe)

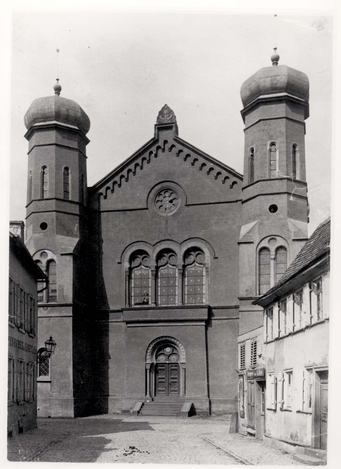
Synagoge in Bad Homburg

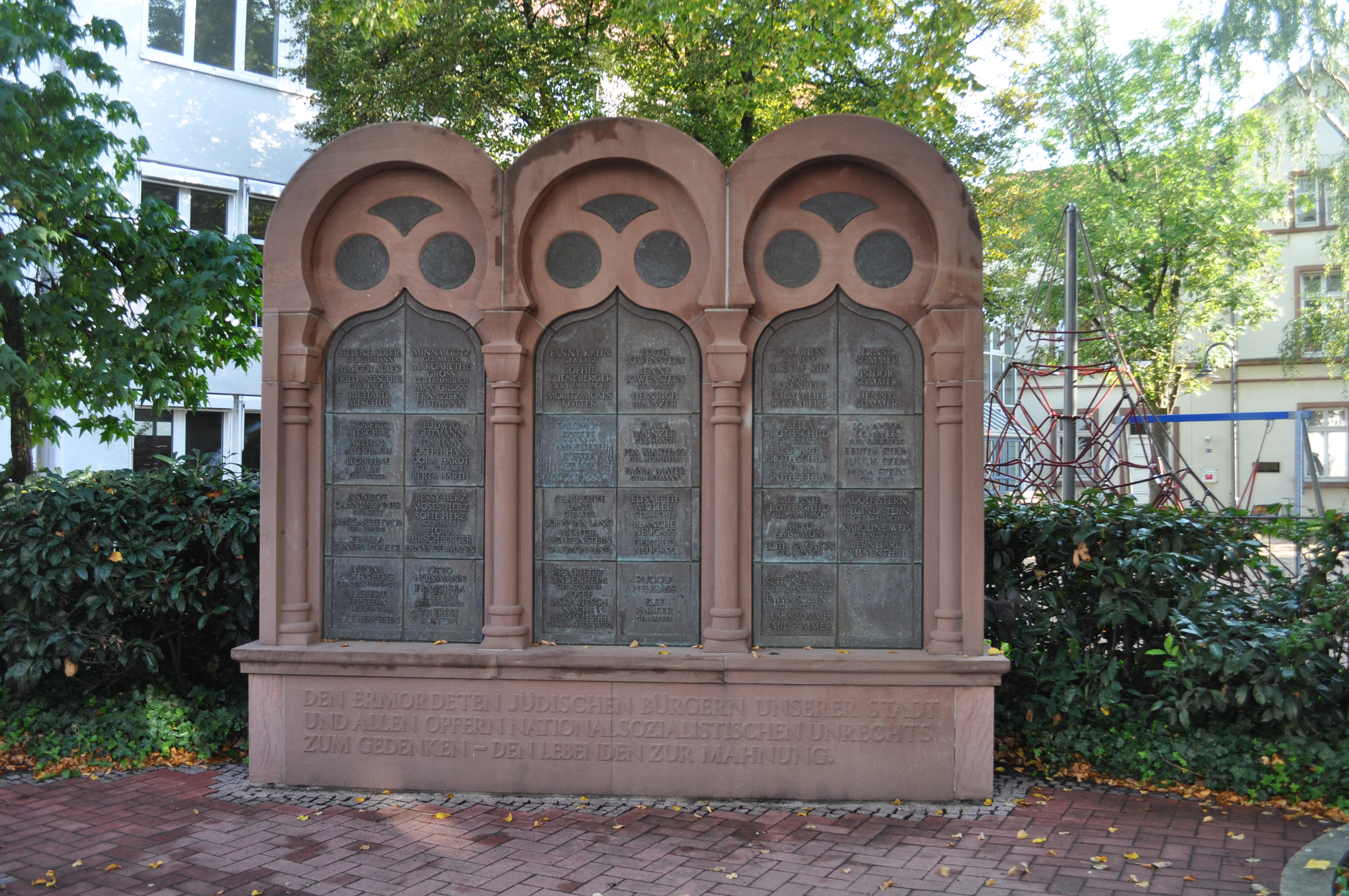
Mahnmal für die Opfer der Shoah

Die Synagoge in Bad Homburg vor der Höhe, der Kreisstadt des Hochtaunuskreises in Hessen, wurde 1866 errichtet und 1938 zerstört.

## Geschichte
Seit 1731/32 gab es gegenüber der Wallstraße eine Synagoge, die bis Mitte der 1860er Jahre genutzt wurde. Im Jahr 1866 weihte die jüdische Gemeinde in der Elisabethenstraße einen neuen Synagogenbau ein. Die Synagoge mit in Zwiebelkuppeln endenden Türmen wurde nach Plänen des Stadtbaurats Christian Holler errichtet. 1904 wurde sie umgebaut. Der große Betraum umfasste mehr als 400 Plätze. Hinter dem Synagogengebäude befand sich das jüdische Gemeindehaus, in dem wochentags Gottesdienste abgehalten wurden. Zur Finanzierung der Synagoge hatten auch die Spielbank, die Staatskasse, die Stadt Bad Homburg, Kurgäste und Landgraf Ferdinand von Hessen-Homburg beigetragen.
Die Synagoge wurde während der Novemberpogrome 1938 von SA-Männern in Brand gesteckt und brannte völlig aus. Die Ruinen des Synagogengebäudes wurden im Frühjahr 1939 von einer Wehrmachtseinheit gesprengt.
Ein im November 1988 eingeweihtes Mahnmal in unmittelbarer Nähe des Synagogenstandorts ist den ermordeten jüdischen Bewohnern gewidmet. Das Mahnmal aus rotem Sandstein, das vom Bildhauer Hendrikus Godding entworfen wurde, bildet die Form der drei Fassadenfenster der ehemaligen Synagoge nach. Auf Bronzeplatten sind die Namen der 81 Homburger Juden zu lesen, die Opfer der Shoa wurden.